# Comarca del Noroeste
La comarca del Noroeste es una comarca de la Región de Murcia (España).
Tiene una extensión de 237 900 ha. Limita con las provincias de Albacete, Granada y Almería. Su población es de 69 654 habitantes (INE 2023).

## Municipios
| Municipio           | Población | Superficie | Densidad |
| ------------------- | --------- | ---------- | -------- |
| Caravaca de la Cruz | 25 756    | 859        | 29,98    |
| Cehegín             | 14 485    | 292,7      | 49,48    |
| Bullas              | 11 664    | 82,2       | 141,89   |
| Calasparra          | 10 161    | 193        | 52,64    |
| Moratalla           | 7 588     | 954,82     | 7,94     |

Es un espacio montuoso que se integra en su mayoría por las cuencas de los ríos Quípar, Argos, Alhárabe (y su afluente, el arroyo de Benamor), y Mula, como también por el valle del río Segura.
La comarca se caracteriza por una relativa abundancia de agua, por sus cultivos agrarios de tipo extensivo y por sus paisajes forestales (bosques de galería, pinares de pino blanco, sabinares y encinares).

## Evolución demográfica

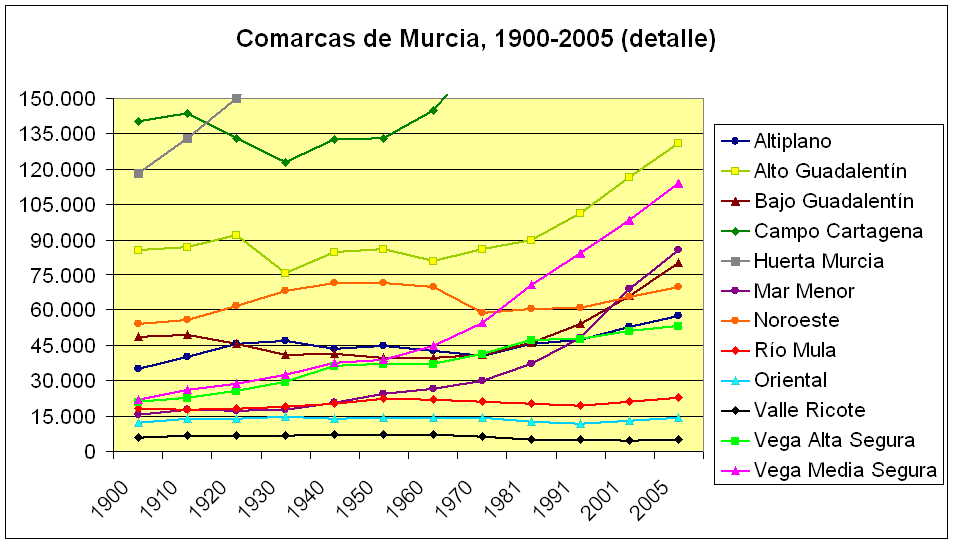
Evolución de la comarca del Noroeste (naranja) en el conjunto de comarcas de la región.

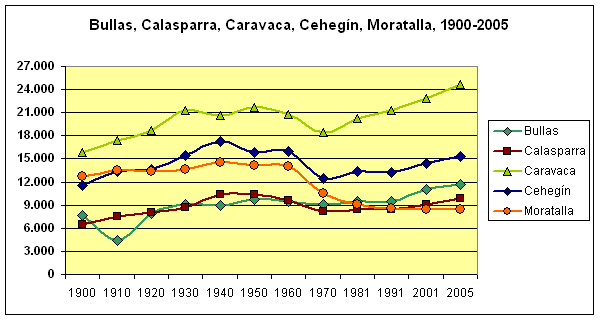
Comparación a escala de las evoluciones demográficas de cada municipio.

La comarca vivió con diversa intensidad la crisis demográfica de los años 1940-1970, con tendencias más estables en la capital de la comarca, Bullas y Calasparra. El promedio de habitantes por municipio era de 10 860 en 1900, 14 355 en 1940 (máximo histórico, estable en 1950) y 11 749 en 1970 (mínimo histórico); en 2005 es de 13 982. La población actual representa el 129% de la de 1900; el 97% de la de 1940-1950; y el 114% de la de 1991. Son cifras comparativamente bajas: en el conjunto de la región, la población actual supone el 231% de la de 1900 y el 128% de la de 1991. 
Actualmente se vive una situación de incremento demográfico, salvo en Moratalla (el municipio más integrado en la sierra del Segura), donde hay estabilidad.